# Ataque contra el enroque
El ataque contra el enroque es un elemento táctico que todo ajedrecista debe dominar. El procedimento consiste en crear puntos de coincidencia de las piezas del bando atacante sobre las casillas inmediatas al rey adversario. Esto obligará al bando agredido a avanzar alguno de sus peones, y entonces se habrá creado una debilidad estructural en la fila de peones.
Con el avance se crean "huecos" a los lados de los peones avanzados, estos agujeros en la posición serán aprovechados por las piezas del agresor: ocupándolas o amenazando ocuparlas; para forzar más concesiones del adversario.
Los ataques contra el enroque no siempre terminan con jaque mate, algunas veces basta con la obtención de un peón rival, otras con alguna pieza extra y en la mayoría sólo se logra crear una debilidad permanente en la posición contraria. Esto último suele ser suficiente para forzar una llegada rápida al final de la partida, con ventaja decisiva.
- Datos: Q5710409